# Chiqui Vicioso
Sherezada Vicioso (Santo Domingo, 21 de junio de 1948), más conocida como Chiqui Vicioso, es una socióloga, escritora y diplomática dominicana que ha practicado la poesía, la dramaturgia y el ensayo.

## Biografía
Hija de Juan Antonio Vicioso Contín y María Luisa Sánchez, estudió en Estados Unidos y Brasil; se licenció en Sociología e Historia de América Latina por el Brooklyn College, de Nueva York y luego hizo una maestría en Educación en la Universidad de Columbia y cursó un posgrado en Administración Cultural en la Fundación Getúlio Vargas (Brasil).
Entre los numerosos cargos que ha desempeñado pueden citarse los de directora de Educación de Pro Familia (1981-1985), consultora del Programa de la ONU para el Desarrollo de la Mujer (1986-1987), oficial nacional de Programas con la Mujer de UNICEF; embajadora responsable de Género en el Ministerio de Exteriores.
Ha sido columnista del periódico Listín Diario, colaboradora de La Noticia y dirigió la página literaria «Cantidad hechizada», de El Nuevo Diario.
Al inicio de la década de los ochenta fundó el Círculo de Mujeres Poetas. Su labor ha sido distinguida con importantes premios.
Fue la candidata a la vicepresidencia del país de Guillermo Moreno García (partido Alianza País) en las elecciones de 2012.

## Obras

### Poesía
- Viaje desde el agua, Ediciones Visuarte, Santo Domingo, 1981
- Un extraño ulular traía el viento, Editora Alfa y Omega, Santo Domingo, 1985
- Internamiento, Editora Búho, Santo Domingo, 1992
- Eva/Sión/Es – Eva/Sion/s – Éva/Sion/s, House of Nehesi Publishers, 2007 (Colección de poesía trilingüe)

### Ensayo
- Volver a singar: ensayos sobre Nicaragua, Editora Búho, Santo Domingo, 1985
- Julia de Burgos la nuestra, biografía poética con grabados de Belkys Ramírez; Editora Alfa y Omega, Santo Domingo, 1990
- Algo que decir, ensayos críticos sobre literatura escrita por mujeres; Editora Búho, Santo Domingo, 1991
- Salomé Ureña de Henríquez (1859-1897). A cien años de su magisterio, Comisión Permanente de la Feria Nacional del Libro, Santo Domingo, 1997
- Le decían Lolo. Presencia del Che en las mujeres guerrilleras, testimonio de Myrna Murillo Gamarra; Editora de Colores, Santo Domingo, 1999

### Teatro
- Wish-ky Sour, Secretaría de Estado de Educación, Santo Domingo, 1998
- Trago amargo (Wish-ky sour) & Salomé U. Cartas a una ausencia, basada en la obra Y no todo era amor; 2 piezas: 2ª edición de Wish-ky Sour y 1ª de Salomé U. Cartas a una ausencia,  Ediciones Librería La Trinitaria, Santo Domingo, 2001
- Perrería, dir.: Carlota Carretero, estrenada en 2002[4] N

### Artículos
- [http://www.casadelasamericas.org/centroestudios/eventos/2012/escritura/pdf/mujerresistencia.pdf Mujeres y resistencia en las Antillas Mayores, o el origen de una ñema

] (2012)

## Premios y reconocimientos
- Premio Caonabo de Oro 1988 (Asociación Dominicana de Periodistas y Escritores)
- Medalla de Oro al Mérito 1992 a la Mujer más Destacada del Año
- Premio Nacional de Teatro 1996 por Wish-ky Sour[5]